# Bishop and Clerk Islets
Bishop and Clerk Islets är öar i Australien. De ligger söder om Macquarieön och hör till delstaten Tasmanien, omkring 1 600 kilometer sydost om delstatshuvudstaden Hobart.